# 1960年の中日ドラゴンズ
1960年の中日ドラゴンズでは、1960年の中日ドラゴンズにおける動向をまとめる。
この年の中日ドラゴンズは、杉下茂選手兼任監督の2年目のシーズンである。

## 概要
この年からセ・リーグはファンサービスの一環として胸番号を取り入れることを決定（パ・リーグは翌年から採用）。これを受け、チームは1952年使用の紺色ユニフォームを廃止してエビ茶色を採用するという、当時では珍しいカラーユニフォームを採用した。チーム成績は前年5連覇の巨人が開幕からもたつき、前年最下位の大洋が首位に立つなど模様で、終盤までチームは大矢根博臣・板東英二などの投手陣や森徹・岡嶋博治などの打撃陣の活躍で8月時点で首位の大洋と1.5ゲーム差の2位につけたが、9月以降は負けが込み8連敗を喫するなど終盤は5勝15敗の借金10で一気に5位に転落。最後は大洋の初優勝を許し、Bクラスの責任を取って杉下監督は辞任し濃人渉二軍監督が後任となったが、これがチーム内の内紛につながり、森などの主力選手がトレードされることになる。前年の2位から一気に5位に転落したチームの中で、この年高木守道が入団して控えながらも一軍に定着したのが明るい話題だった。投手陣では大矢根・広島衛がともに15勝をあげ、2年目の板東を含めて4人が2ケタ勝利をあげた一方、1954年の優勝メンバーである児玉泰が3勝、同じくV1戦士の伊奈努が2勝、1955年以来エースとして活躍した中山俊丈が3勝に終わるなど誤算も相次いだ。打撃陣は岡嶋、中利夫の俊足コンビの活躍でリーグ1位の160盗塁をあげた。

## チーム成績

### レギュラーシーズン
| 1 | 三 | 岡嶋博治 |
| 2 | 中 | 中利夫   |
| 3 | 二 | 井上登   |
| 4 | 右 | 森徹     |
| 5 | 一 | 江藤慎一 |
| 6 | 遊 | 前田益穂 |
| 7 | 左 | 本多逸郎 |
| 8 | 捕 | 吉沢岳男 |
| 9 | 投 | 伊奈努   |

| 順位 | 4月終了時 | 4月終了時 | 5月終了時 | 5月終了時 | 6月終了時 | 6月終了時 | 7月終了時 | 7月終了時 | 8月終了時 | 8月終了時 | 最終成績 | 最終成績 |
| ---- | --------- | --------- | --------- | --------- | --------- | --------- | --------- | --------- | --------- | --------- | -------- | -------- |
| 1位  | 巨人      | --        | 中日      | --        | 中日      | --        | 中日      | --        | 大洋      | --        | 大洋     | --       |
| 2位  | 大阪      | 2.0       | 巨人      | 1.5       | 大洋      | 0.5       | 巨人      | 1.0       | 中日      | 1.5       | 巨人     | 4.5      |
| 3位  | 国鉄      | 2.0       | 広島      | 2.5       | 巨人      | 1.5       | 大洋      | 1.5       | 巨人      | 4.0       | 大阪     | 6.0      |
| 4位  | 中日      | 2.5       | 国鉄      | 3.0       | 広島      | 2.0       | 国鉄      | 2.5       | 大阪      | 6.5       | 広島     | 6.5      |
| 5位  | 大洋      | 3.5       | 大洋      | 4.0       | 国鉄      | 3.0       | 大阪      | 6.0       | 国鉄      | 7.5       | 中日     | 9.0      |
| 6位  | 広島      | 5.0       | 大阪      | 4.0       | 大阪      | 5.0       | 広島      | 7.0       | 広島      | 7.5       | 国鉄     | 16.0     |

| 順位 | 球団             | 勝 | 敗 | 分 | 勝率 | 差   |
| 1位  | 大洋ホエールズ   | 70 | 56 | 4  | .556 | 優勝 |
| 2位  | 読売ジャイアンツ | 66 | 61 | 3  | .520 | 4.5  |
| 3位  | 大阪タイガース   | 64 | 62 | 4  | .508 | 6.0  |
| 4位  | 広島カープ       | 62 | 61 | 7  | .504 | 6.5  |
| 5位  | 中日ドラゴンズ   | 63 | 67 | 0  | .485 | 9.0  |
| 6位  | 国鉄スワローズ   | 54 | 72 | 4  | .429 | 16.0 |

## オールスターゲーム1960
| ファン投票 | 井上登     | 森徹     | 中利夫   |
| 監督推薦   | 大矢根博臣 | 板東英二 | 吉沢岳男 |

## 表彰選手
| リーグ・リーダー | リーグ・リーダー | リーグ・リーダー | リーグ・リーダー |
| 選手名           | タイトル         | 成績             | 回数             |
| ---------------- | ---------------- | ---------------- | ---------------- |
| 中利夫           | 盗塁王           | 50個             | 初受賞           |

| ベストナイン | ベストナイン | ベストナイン |
| 選手名       | ポジション   | 回数         |
| ------------ | ------------ | ------------ |
| 井上登       | 二塁手       | 2年ぶり5度目 |
| 森徹         | 外野手       | 3年連続3度目 |
| 中利夫       | 外野手       | 初受賞       |